# 三氟化铌
三氟化铌是一种铌的氟化物，化学式为NbF3。

## 制备
三氟化铌可以由铌和氢氟酸在225 °C下反应而成。 它也可以由五氟化铌被铌在 750 °C 下还原而成。

## 反应
三氟化铌是一种蓝黑色固体。它是一种半导体，为立方晶系，类似于三氧化铼，空间群为Pm3m (No. 221) 。